# Hradsko (Mšeno)
Hradsko je část města Mšeno v okrese Mělník ve Středočeském kraji. Nachází se asi tři kilometry západně od Mšena, na šíji ostrožny, sevřené hlubokými skalnatými údolími Kokořínského dolu a Kočičiny. Hradsko leží v katastrálním území Sedlec u Mšena o výměře 5,65 km².

## Historie
První písemná zmínka o vesnici pochází z roku 1217.
Hradsko a jeho okolí je některými badateli ztotožňována se slovanským hradištěm Canburg napadeným na přelomu 8. a 9. století vojsky Karla Velikého. Český historik August Sedláček odvozoval z písemných pramenů a znalosti o opevněném zdejším hradišti souvislost jmen Canburg s Hradskem a nedalekou vesnicí Kanina.

## Obyvatelstvo
| Rok            | 1869 | 1880 | 1890 | 1900 | 1910 | 1921 | 1930 | 1950 | 1961 | 1970 | 1980 | 1991 | 2001 | 2011 | 2021 |
| -------------- | ---- | ---- | ---- | ---- | ---- | ---- | ---- | ---- | ---- | ---- | ---- | ---- | ---- | ---- | ---- |
| Počet obyvatel | 98   | 93   | 77   | 71   | 59   | 69   | 69   | 41   | 39   | 26   | 21   | 16   | 14   | 16   | 18   |
| Počet domů     | 17   | 19   | 16   | 14   | 13   | 14   | 13   | 14   | 14   | 10   | 8    | 12   | 12   | 13   | 14   |

## Obecní správa
Při sčítání lidu v letech 1850–1960 Hradsko bylo osadou obce Kanina v okrese Mělník. Od 12. června 1960 do 31. prosince 1979 bylo částí obce Sedlec v okrese Mělník. Od 1. ledna 1980 je částí města Mešno v okrese Mělník.

## Pamětihodnosti
- Hradiště Hradsko – archeologická lokalita, výšinné opevněné sídliště z mladší doby bronzové, slovanské hradiště období raného středověku. Na místě původního hradiště probíhají v létě dobové slavnosti nazvané „Slované na Hradsku“.
- Kostel svatého Jiří – původně raně gotický, nynější budova novogotická z roku 1874
- Lípy na Hradsku – dvojice památných stromů (lip velkolistých) v severním sousedství kostela (50°25′50″ s. š., 14°35′11″ v. d.)